# Municipalité de Viesca
Viesca est l'une des 38 municipalités de Coahuila, état du nord-est du Mexique. Le siège municipal se trouve à Viesca. La municipalité couvre une superficie de 42035 km². 
En 2005, la municipalité comptait 19 328 habitants.  